# Boom van Fysiologie

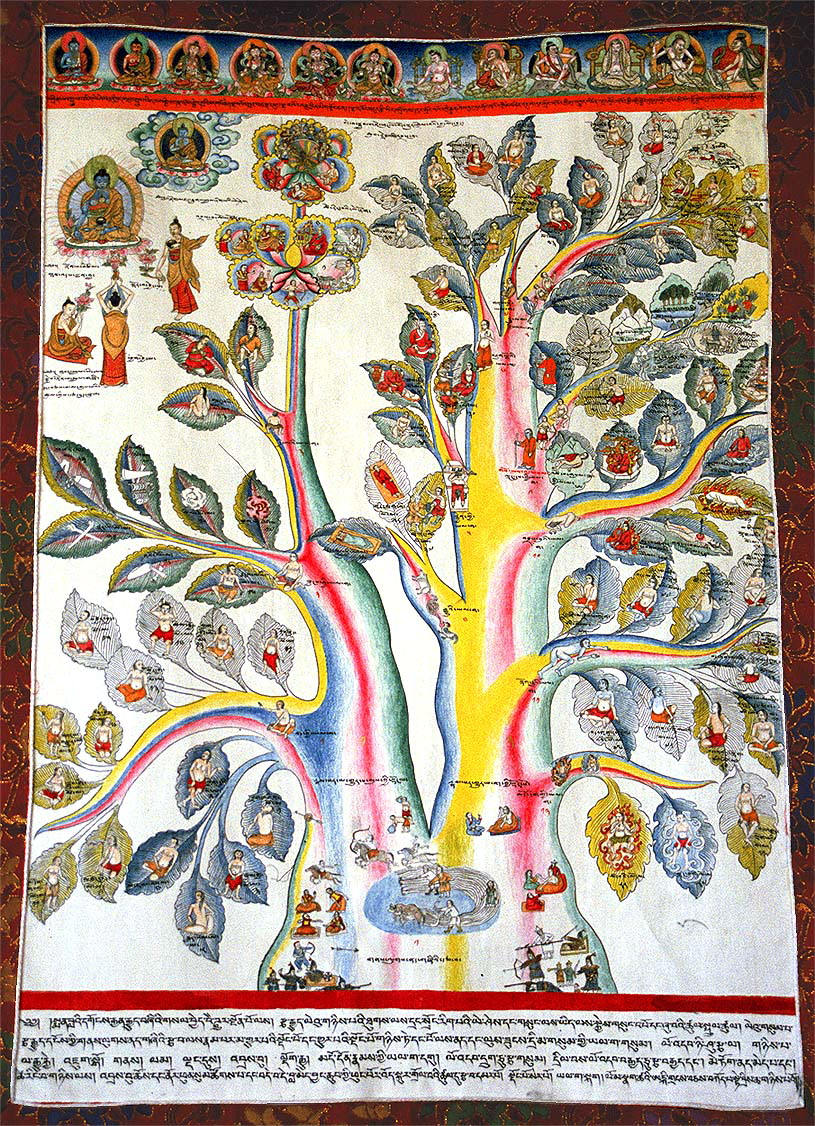
Een medische thangka - Wortel van gezondheid en ziekte

De Boom van Fysiologie is de naam van een Tibetaanse thangkaschildering die de boeddhistische visie uitbeeldt van de menselijke fysiologie en bepaalde pathologische transformaties.
Het origineel werd in 1687 geschilderd door Tenzin Norbu  in opdracht van desi Sanggye Gyatso, de regent van de vijfde dalai lama, Ngawang Lobsang Gyatso. Norbu maakte in totaal 79 thanka's als illustratie bij de tekst van  de Blauwe beril. Dit is
een uitgebreid commentaar op de Ghvü Shi (de Vier medische tantra's). Het laatste werk dateert voor het grootste deel uit de twaalfde eeuw en wordt toegeschreven aan  Yutog Sarma Yönten Gönpo. Van de Boom van Fysiologie zijn in de loop van de eeuwen meerdere exemplaren gemaakt.
De originele set van schilderingen die in Lhasa werd bewaard, ging verloren tijdens de eerste decennia na de invasie van Tibet.